# Барбара Аскінс
Барбара Аскінс (нар. 1939) — американська хімік. Найбільш відома своїм винаходом способу посилення неекспонованих фотографічних негативів. Ця розробка широко використовувалася НАСА та медичною промисловістю за що Аскінс отримала титул Національного винахідника року в 1978 році.

## Біографія
Аскінс народилася в Белфасті, штат Теннессі в 1939 році. Почала свою кар'єру вчителем. Після того, як її двоє дітей вступили до школи, повернулася до коледжу, щоб закінчити ступінь бакалавра з хімії та здобути ступінь магістра з хімії. Вона приєдналася до центру космічних польотів НАСА Маршалла в 1975 році.
Аскінс — фізик-хімік, який працював в NASA Маршалловому центрі космічних польотів і найбільш відомий своїм піонерським винаходом процесу. Це зробило помітним невидиме на фотографіях, яке інакше було б марним. Це було дуже корисно для ряду застосувань, включаючи прихилення даних від недоекспонованих космічних зображень — таких, як ті, що заглядають углиб космосу, а також ті, що висвітлюють геологію інших тіл нашої Сонячної системи.
Винахід Аскінса також призвів до значного прогресу в галузі медичних технологій. Зокрема, метод Аскінса спонукав до покращення в розробці рентгенівських знімків. Медичні зображення, які були на 96 відсотків недоотримані, раптом стають читабельними; це означало, що лікарі можуть різко зменшити кількість рентгенівського випромінювання, яке вони давали пацієнтам під час виконання звичайних або екстрених тестів. Процес Аскінса також пізніше був використаний для відновлення старих фотографій. Аскінс запатентував свій винахід у 1978 р. (Патент США № 4101,780) і NASA широко використовувало його для своєї науково-дослідної роботи.

## Нагороди
У 1978 році Асоціація просування винаходів та інновацій назвала Аскінса національним винахідником року. Вона була першою жінкою, яка заслужила цю честь.
Аскінс є членом Американського хімічного товариства, почесного дослідницького товариства «Сігма Сі» (Sigma Xi), Американської асоціації просування науки та Світового суспільства майбутнього.